# Turrell V. Wylie
Turrell Verl Wylie, född 20 augusti 1927 i Durango, Colorado, USA, död 25 augusti 1984 i Seattle, Washington, USA, var en amerikansk tibetolog. Han hade både sin utbildning och sin akademiska karriär vid University of Washington, Seattle, Washington. Han är känd som skapare av Wylie-translittereringen, som återger tibetanska skrivtecken med det latinska alfabetet.